# Liste der Kreisstraßen im Landkreis Hameln-Pyrmont

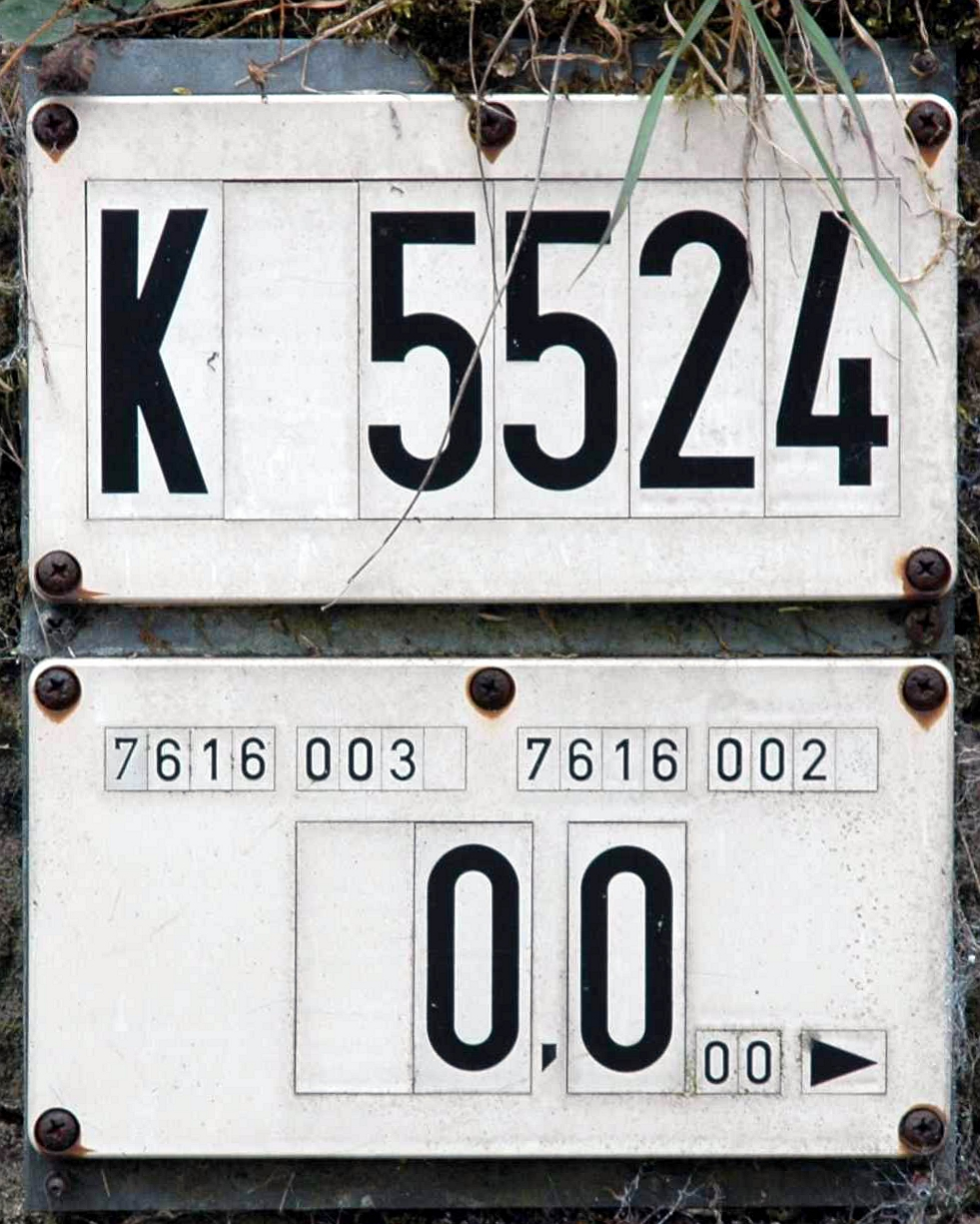
Stationszeichen

Die Liste der Kreisstraßen im Landkreis Hameln-Pyrmont führt alle Kreisstraßen im niedersächsischen Landkreis Hameln-Pyrmont auf.

## Abkürzungen
- K: Kreisstraße
- L: Landesstraße

## Liste
Nicht vorhandene bzw. nicht nachgewiesene Kreisstraßen werden in Kursivdruck gekennzeichnet, ebenso Straßen und Straßenabschnitte, die unabhängig vom Grund (Herabstufung zu einer Gemeindestraße oder Höherstufung) keine Kreisstraßen mehr sind.
Der Straßenverlauf wird in der Regel von Nord nach Süd und von West nach Ost angegeben.
| Nr.  | Verlauf |
| ---- | --- |
| K 1  | Welliehausen – L 423 – Holtensen – K 2 – in Hameln |
| K 2  | K 1 in Holtensen – L 423 in Unsen |
| K 3  | – Groß Hilligsfeld – Klein Hilligsfeld – K 60 – K 62 – Herkensen – L 423 |
| K 4  | – Brünnighausen |
| K 5  | Osterwald – Oldendorf Glashütte – Osterwald Bahnhof – K 6 – Oldendorf – – K 63 – Ahrenfeld – Kreisgrenze – (K 421 im Landkreis Hildesheim)                                    |
| K 6  | K 5 in Osterwald Bahnhof – in Benstorf |
| K 7  | – Quanthof – Kreisgrenze – (K 425 im Landkreis Hildesheim) |
| K 8  | L 423 – /L 588 |
| K 11 | L 462 in Thüste – Wallensen – L 463 – Hakenrode |
| K 12 | L 424 – Tündern – K 16 – L 424 – K 13/K 49 |
| K 13 | in Hameln – Afferde – Hastenbeck – K 16 – K 49 – K 12 – K 50 – L 424 in Hagenohsen                                                                                            |
| K 14 | – Diedersen – L 588 in Bisperode |
| K 15 | in Behrensen – K 65 – L 588 |
| K 16 | K 12 in Tündern – L 424 – K 49 – K 13 – Voremberg – K 17 – L 588 in Bisperode                                                                                                 |
| K 17 | K 16 in Voremberg – Völkerhausen |
| K 18 | L 425 in Börry – Esperde – K 20 – Kreisgrenze – (K 5 im Landkreis Holzminden)                                                                                                 |
| K 19 | L 424 – Brockensen – K 20 in Esperde |
| K 20 | K 18 in Esperde – K 19 – Kreisgrenze – (K 8 im Landkreis Holzminden) |
| K 21 | K 22 – Frenke – K 23 – L 424 |
| K 22 | Weserstraße bei Grohnde – K 21 – Hajen – K 23 – Kreisgrenze – (K 9 im Landkreis Holzminden)                                                                                   |
| K 23 | L 424 in Börry – Frenke – K 21 – Hajen – K 22 – Weser – |
| K 25 | (K 56 im Kreis Lippe, Nordrhein-Westfalen) – Landesgrenze – Schevelstein – K 61 – Egge – Boldenkoven – K 26 in Grupenhagen                                                    |
| K 26 | L 433 – Hemeringen – K 28 – K 27 – Warendahl Ost – K 64 – Rodenbeck – Posteholz – K 59 – K 25 – L 432 in Grupenhagen                                                          |
| K 27 | K 26 – Warendahl West |
| K 28 | L 433 – Friedrichshagen – Hemeringen – K 26 – K 29 in Herkendorf Unterdorf |
| K 29 | L 433 – Halvestorf – K 58 – Hope – K 58 – Herkendorf Unterdorf – K 28 – Herkendorf – Dehmkerbrock – K 64 – K 30 – Dehmke – K 31 – K 30 – Königsförde – L 432 – K 36 in Aerzen |
| K 30 | K 29 in Dehmkerbrock – Multhöpen – K 29 |
| K 31 | K 29 – K 32 – Dehrenberg – Waalsen – L 432 in Groß Berkel |
| K 32 | Breite – K 31 |
| K 33 | in Wangelist – Klein Berkel – |
| K 35 | L 432 in Groß Berkel – Laatzen |
| K 36 | (K 59 im Kreis Lippe, Nordrhein-Westfalen) – Landesgrenze – Duensen – Reinerbeck – K 56 – Aerzen – K 29 – K 37 –                                                              |
| K 37 | – Aerzen – K 36 – Gellersen – L 431 in Amelgatzen |
| K 38 | L 430 in Bad Pyrmont – Landesgrenze – (K 64 im Kreis Lippe, Nordrhein-Westfalen)                                                                                              |
| K 39 | Löwensen, Parkplatz im Friedensthal – Löwensen – L 426 in Bad Pyrmont |
| K 40 | L 426/L 429 in Bad Pyrmont – Löwensen – L 429 in Thal |
| K 41 | L 429 – Deitlevsen Nord – K 42 – L 428 in Lüntorf |
| K 42 | K 41 in Deitlevsen Nord – Deitlevsen – Kreisgrenze – (K 40 im Landkreis Holzminden)                                                                                           |
| K 43 | L 426 – Eichenborn – K 52 – Kreisgrenze – (K 40 im Landkreis Holzminden) |
| K 44 | L 426 in Baarsen – Neersen – K 44 – Kreisgrenze – (K 34 im Landkreis Holzminden)                                                                                              |
| K 49 | K 16 – K 12/K 13 |
| K 50 | Hagenohsen – L 424 |
| K 52 | K 43 in Eichenborn – K 44 in Neersen |
| K 53 | L 426 in Kleinenberg – Großenberg |
| K 54 | L 425 in Lauenstein – L 462 in Salzhemmendorf |
| K 55 | L 462 – Levedagsen |
| K 56 | K 36 in Reinerbeck – Bruch – in Reher |
| K 57 | Ockensen – L 462 |
| K 58 | K 29 in Hope – Bannensiek – K 29 in Halvestorf |
| K 59 | Flakenholz – K 26 in Posteholz |
| K 60 | in Afferde – K 3 in Klein Hilligsfeld |
| K 61 | (K 81 im Landkreis Schaumburg) – Kreisgrenze – K 25 in Schevelstein |
| K 62 | K 3 in Herkensen – L 423 |
| K 63 | K 5 – Kreisgrenze – (K 422 im Landkreis Hildesheim) |
| K 64 | K 26 – K 29 in Dehmkerbrock |
| K 65 | K 15 – L 588 in Bessingen |
| K 71 | Klein Süntel – Flegessen – |
| K 72 | (K 57 im Landkreis Schaumburg) – Kreisgrenze – K 73 – Beber – Bakede – K 74 – Hamelspringe – in Bad Münder am Deister                                                         |
| K 73 | /L 401 – Rohrsen – K 72 in Beber |
| K 74 | K 72 in Bakede – Egestorf (Süntel) – Böbber – |
| K 75 | L 401 in Eimbeckhausen – K 77 – |
| K 76 | (K 61 im Landkreis Schaumburg) – Kreisgrenze – L 401 in Nienstedt |
| K 77 | K 75 – Luttringhausen |
| K 81 | (K 74 im Landkreis Schaumburg) – Kreisgrenze – K 82 – Kleinenwieden – Großenwieden – K 83 – K 84 in Welsede                                                                   |
| K 82 | (K 71 im Landkreis Schaumburg) – Kreisgrenze – K 81 |
| K 83 | K 81 in Großenwieden – Weserfähre – L 433 |
| K 84 | L 434 in Rohden – K 81 in Welsede |
| K 85 | (K 63 im Landkreis Schaumburg) – Kreisgrenze – Langenfeld – Segelhorst – L 434                                                                                                |
| K 86 | L 434 in Hessisch Oldendorf – Barksen – Zersen – K 87 – L 423 in Krückeberg                                                                                                   |
| K 87 | K 86 – Wickbolsen – Bensen – L 423 |
| K 88 | L 423 in Höfingen – Mexico – in Fischbeck |
| K 89 | Haddessen – L 423 in Texas |